# Pilot
Pilót (fra. pilote) je poklic osebe, ki karierno upravlja zrakoplov in nadzoruje let zrakoplova z upravljanjem njegovih kontrol letenja ter ima zato ustrezno licenco (CPL oz. ATPL) in vsa ustrezna pooblastila (type rating, class rating) ter certifikate (LVO, Dangerous goods ipd). Vsaka pilotska pot se prične v certificirani letalski šoli, sama fakulteta brez letenja ne vodi do licenc in pooblastil, ki jih potrebuje pilot. Tipično traja aktivno šolanje za privatnega pilota 6 mesecev, 3 leta za poklicnega pilota in 7 let aktivnega letenja, da kadet pridobi licenco prometnega pilota. Pilot lahko leti samo eden tip letala za katerega ima type rating (npr. B737) in ne vse povprek, če se izšola za nov tip letala (npr. B787) prejšnega tipa letala ne leti več. Da kopilot postane kapitan v klasičnih letalskih družbah traja okoli 15 let, za kapitana na letalih z dolgim dosegom pri nacionalnih prevoznikih pa traja to še precej dlje tipično 22 let, čakalna doba da lahko gre kopilot iz drugih letal za kopilota na B747 v DLH je 13 let. Tipično je klasični linijski pilot pol kariere kopilot in drugo polovico kariere kapitan na letalih, ki zahteva dva pilota. V slabših družbah gre napredovanje bistveno hitreje, vendar se potem čin ne prenaša v boljše družbe. Ključ do uspeha je potrpljenje, vzstrajnost in adaptivnost ter ustrezne profesionalne kvalifikacije.  
Pilote, ki letijo letala izključno za zabavo imenujemo ne komercialni ali športni, pravilno se imenujejo privatni piloti, saj lahko letijo letala le za užitek. Letalci so uniformirani profesionalci, člani letalske posadke v pilotski kabini. Linijski prometni piloti veljajo za najbolj izšolane ljudi na sploh. Pilotski poklic je zelo zahteven s stalno odsotnostjo od doma, brez letnega dopusta med aprilom in oktobrom, prostih vikendov in nočnimi leti zaradi tega nekateri preprosto ne zdržijo takšnega načina življenja. 
Osnovna delitev pilotov je na civilne in vojaške. 
Mednarodni dan linijskih pilotov je 26.april, v čast prvega poleta turškega pilota Fesa Evrensev 1912, ki je bil prvi predsednik uprave Turkish Airlines leta 1933, praznik se praznuje od leta 2014 glede na sklep IFALPA (ang. International Federation of Air Line Pilots' Associations) na predlog TALPA Turkish Airlines Pilots Association (tur. Türkiye Havayolu Pilotları Derneği).  

## Delitev pilotov

### Glede na službo

#### Civilni piloti
- komercialna dela v zraku (panorame, taksiranje, snemanje, sondiranje, obalna straža, požarna sraža, metanje padalcev, gašenje, meteorološki leti, vleka transparentov ali jadralnih letal, kmetijsko letenje, spričanje proti komarjem, metanje vab za lisice) Cessna 172, Cessna 182, Cessna 206, Cessna 208, Cessna 340, Piper PA-25, Piper PA-31 Navajo, Piper PA-34 Seneca, Aero Commander 500, M-18 Dromader, Air Tractor AT-802, Bombardier 415, Douglas A-26 Invader
- inštruktor letenja (šola nove pilote v letalski šoli) Cessna 152, Piper PA-38, Beechcraft Skipper, Grumman American AA-1, Piper PA-28, Cirrus SR20, Piper PA-34 Seneca, Piper PA-39 Twin Commanche, Cessna 310, Cessna 340, Beechcraft Baron
- poslovni pilot (leti poslovna letala) Cessna 421, Cessna 510, Cessna 560, Embraer Legacy 600, Dassault Falcon 7X, Bombardier Challenger 600, Gulfstream G650
- tovorni pilot (leti tovorna letala za prevoz pošte in tovora) Turbolet L-410, Saab 340, Airbus A300, Boeing 757
- čarterski pilot (leti na počitniških turističnih letih in prevozih športnih klubov na turistična letališča) Boeing 737, Airbus A321
- linijski pilot (leti velika linijska letala na rednih letih na največja letališča) Airbus A320, Airbus A220, Airbus A330, Airbus A350, Boeing 777, Boeing 787, Embraer E190, Suhoj Superjet
- preizkusni piloti ali testni (deluje v letalski tovarni na testnih letih) Airbus Industry, Boeing company, Cessna Textron, OAK Objedinjonaja Aviastroitelnaja Korporacija, Dassault Aviation

#### Vojaški piloti
- lovski (za sestreljevanje tujih zrakoplovov) F-22, F-35, Dassault Rafale, Suhoj Su-35, Suhoj Su-57, Čengdu J-20
- jurišni (zemeljska podpora kopenskim silam iz niske višine in nevtralizacijo zemeljskih ciljev) Republic A-10 Thunderbolt II, Suhoj Su-25, Suhoj Su-34, SOKO J-22 Orao, SEPECAT Jaguar, MiG-27, F-18,
- izvidniški (za snemanje in slikanje nad sovražnikovim ozemljem) Lockheed U-2, Tu-142, Antonov 30, Northrop Grumman EA-6B Prowler, Bombardier Global, Berijev Be-12, Iljušin Il-38
- bombniški (za uničevanje zemeljskih ciljev z velikih višin)  Boeing B-52 Stratofortress, Lockheed F-117, Northrop B-2, Rockwell B-1 Lancer, Tupoljev Tu-22M, Tupoljev Tu-95/142, Tupoljev Tu-160, Šjan H-6
- transportni (za prevoz ljudi in opreme ter logistično oskrbo enot) C-130 Hercules, Lockheed C-5 Galaxy, C-17 Globemaster, Antonov An-124, Iljušin Il-76, Alenia C-27J Spartan, Airbus A400M Atlas, Airbus A330, Tu-204
- inštruktor letenja (usposablja nove pilote v letalski šoli) Cessna 150, Cessna 152, Cessna T-41 Mescalero, Cessna 182, Zlin 242L, Scottish Aviation Bulldog, Cirrus SR20, Pipistrel Virus, SIAI-Marchetti SF.260, Grob G 120, Beechcraft Bonanza F33C,  Socata TB 30 Epsilon, ENAER T-35 Pillán,   Piper PA-34 Seneca, Beechcraft Baron, Aero Commander 500, Cessna 310, Cessna 340, Cessna 404 Titan, Cessna 414, Cessna 421, Piper PA-31 Navajo, Partenavia P.68, Piper PA-44 Seminole, Piper PA-23 Aztec, Piper PA-30/39 Twin Comanche, Beechcraft T-6 Texan II, Embraer EMB 312 Tucano, Pilatus PC-21, Pilatus PC-9, Pilatus PC-7, KAI KT-1 Woongbi, Grob G 120TP,  Aero L-39 Albatros, McDonnell Douglas T-45 Goshawk, Soko G-4 Super Galeb, North American T-2 Buckeye, Aero L-159 Alca, BAE Systems Hawk, Jakovljev Jak-130, Alenia Aermacchi M-346 Master, KAI T-50 Golden Eagle, Hongdu JL-10, Fairchild Republic A-10 Thunderbolt II, SEPECAT Jaguar, SOKO J-22 Orao, Suhoj Su-25 Frogfoot, MiG-27, McDonnell Douglas F/A-18 Hornet, Suhoj Su-34, General Dynamics F-111 Aardvark, McDonnell Douglas F-15E Strike Eagle, McDonnell Douglas F/A-18 Hornet, Dassault Mirage 2000, Dassault Rafale, Eurofighter Typhoon, Sukhoi Su-35, Sukhoi Su-57, Mikoyan MiG-35, Saab JAS 39 Gripen
- helikopterski (letenje helikopterjev) Bell AH-1 Cobra, Sikorsky UH-60 Black Hawk, Mil Mi-24, Boeing AH-64 Apache, Eurocopter EC145, Boeing CH-47 Chinook, AgustaWestland AW139
- preizkusni piloti (deluje v letalski tovarni in pri prevzemanju novih letal v operativne enote) Lockheed Martin, Northrop Grumman, Boeing, Airbus, Embraer, Dassault Aviation, Textron

### Glede na tipzrakoplova
- letalski pilot
- helikopterski pilot
- pilot balona

### Glede na tip licence*
- PPL(A) privatni (t.i. športni) pilot letala, z njo lahko leti pilot za zabavo ne komercialno
- CPL(A) poklicni pilot letala, z njo lahko leti pilot komercialno kot kapitan na letalih z MTOW do 5700 kg (12500lbs) in kot kopilot na težjih letalih
- ATPL(A) prometni pilot letala, z njo lahko leti pilot komercialno kot kapitan tudi na najtežjih letalih

* obstajajo tudi druge pilotske licence: ULN, LAPL, MPL; ki pa niso mednarodno prizane skladno z organizacijo ICAO, predvsem operaterje zelo lahkih letalnih naprav pogosto imenujemo upravljavci letalne naprave namesto piloti

### Komercialni ali nekomercialni pilot
- Privatni ali športni pilot se z letalstvom ukvarjajo ljubiteljsko in leti nekomercialno, večinoma na enomotornih letalih, čeprav ni omejitve, da pilot z licenco PPL(A), ne more leteti večmotornega letala, če se na njega prešola, mnogi zelo radi letijo dvomotorna letala za zabavo. Za potrebe športnega letenja se zahteva zdravniški pregled II. razreda.
- Komercialni piloti so tisti piloti, ki imajo licence CPL(A) in ATPL(A) in letijo za plačilo. Profesionalni piloti letijo velika potniška in tovorna letala – redne linije, čarterje, manjša reaktivna poslovna letala, večmotorna potniška propelerska letala, enomotorna letala. Poleg letenja so profesionalni piloti tudi poklicni inštruktorji letenja, ki šolajo bodoče športne in poklicne pilote. Profesionalni piloti se vsi začnejo najprej šolati za licenco PPL(A), ki jo imajo športni piloti, ampak nato šolanje nadaljujejo. Za potrebe profesionalnega letenja se zahteva zdravniški pregled I. razreda.

## Vojaški pilot
Glavni članek: vojaški pilot
Vojaški pilot so v osnovi vojaki in je njihovo delovanje ozemeljsko večinoma omejeno znotraj nacionalnih meja. Za vojaške pilote se zahteva častniška šola za katero osnova je fakulteta. Vojaški piloti ne dosegajo takega števila ur kot civilni ampak redko kateri presežejo 3000 ur ob upokojitvi (civilni piloti jih imajo preko 20 000 ur ob upokojitvi). V zgodovini je veliko vplivnih ljudi (Jurij Kraigher, Frank Gorenc, George H. W. Bush, George Walker Bush, Eddie Rickenbacker, John McCain, William, valižanski princ, Princ Filip, vojvoda Edinburški, Antoine de Saint-Exupéry, Erhard Milch) bilo šolano s strani letalskih sil, saj so zahodne vojaške letalske akademije nudile izjemno kvalitetno strokovno, psihično in fizično izobrazbo. Letalske akademije, dajejo izredno kvaliteten kader in ti ljudje so običajno tudi zelo uspešni v privatnem življenju, mnogo je poslovnežev, ki so bili v mladosti šolani v letalskih akademijah in so zelo uspeli ter ohranjajo zdrav športen način življenja in so vitalni pozno v starost. Veliko mladih fantov in deklet, ki niso kapitalsko dovolj močni se zaradi sponzoriranih programov usposabljanja s strani države odloči za vojaško kariero in ostanejo v vojski vse do upokojitve, saj za potrebe letalskih sil nikoli ne dosežejo konkurečnih komercialnih tržnih zahtev za prometne pilote.  

Najobsežnejše šolanje v vojski imajo vojaški testni pilot, kandidati za testne vojaške pilote morajo imeti preko tisoč ur na nadzvočnih letalih, da jih pričnejo šolat (šolajo jih samo štiri države: ZK: ETPS: Empire Test Pilots' School 1943, ZDA: USAF TPS 1944 in USN TPS 1945, Francija: EPNER: École du Personnel Navigant d’Essais et de Réception 1946, Rusija: FTPS: Fedotov Test Pilot School 1947). Običajno v procesu šolanja testnega pilota kadidati letijo tako z civilnimi potniškimi letali kot vojaški zrakoplovi vseh vrst ter celo jadralnimi letali, kandidate se usposobi do te mere, da so sposobni napisati kompletne operativne priročnike letal na osnovi testnih letov in morejo zelo dobro poznati letalske predpise certifikacije zrakoplovov (FAR oz. CS 25, 23, 22). 
Cena ure letenja z modernim francoskim lovcem Dassault Rafale znese okvirno 20.000 eur na uro letenja, letenje z najboljšim ameriškim lovcem Lockheed Martin F-35 Lightning II  znese strošek ure letanja okoli 50.000 dolarjev na uro. Strošek šolanja vojaškega pilota stane več kot civilnega, ker so vsi stroški letenja tudi neposredni stroški šolanja - letala ne dajejo prihodka (če bi bilo isto pri prometnih pilotih bi šolanje stalo 10 do 30 miljonov) in znašajo (leto 2023):       
- 12 milijonov USD za lovske pilote F-15 Eagle, F-22 Raptorjev in F-35 Lightning II,
- 11 milijonov USD za pilote bombnikov B-52 Stratofortress, Northrop B-2 Spirit,
- 9 milijonov USD za pilote bombnikov Rockwell B-1 Lancer,
- 7 milijonov USD za pilote jurišnikov A-10 Thunderbolt II,
- 7 milijonov USD za pilote izvidnikov Boeing RC-135,
- 7 milijonov USD za lovske pilote F-16 Fighting Falcon,
- 6 milijonov EUR za lovske pilote Dassault Rafale,
- 3 milijone USD za transportne pilote C-130J Hercules in
- 1.5 milijona USD za transportne pilote KC-135 Stratotankerjev, C-5 Galaxy, C-17 Globemaster

Vsi seveda najprej začnejo na manjših šolskih letalih. 

## Civilni pilot
Poklicno šolanje civilnih pilotov je drago in množičnost je omejena, saj si kandidati krijejo vso šolanje sami, kar znese okvirno okoli sto pedest tisoč eurov do zaposlitve oz. do prejemanja plačila na velikem potniškem letalu (npr. A320, B737, E-190). Fantje in dekleta, ki se opogumijo in se podajo v letalsko prometno kariero se popolnoma adaptirajo na svojo kariero, saj to ni samo poklic ampak je način življenja. Ti mladi ljudje zelo cenijo svojo delo, saj je za doseg cilja postati prometni pilot, potrebno vložiti denar, čas, trud in biti sposoben odditi v svet ter na koncu imeti še srečo in se dokopati do prve službe kot kopilot na zelo konkurenčnem tržišču.  Samo izjemno motivirani se na koncu prebijejo skozi teoretične izpite in uspešno opravijo vsa šolanja. Intenzivno šolanje skupaj s teorijo preverja ali ima kandidat prave karakteristike za pilota. 
Veliko ljudi nima primernih karakternih lastnosti za delo v letalstvu in preprosto ne zdržijo življenskega stila pilota, ki ne pozna splošnih družbenih navad in zahteva nenehno prilagajanje spremembam delovnega urnika ter ne pozna konceptov letnega dopusta med sezono, vikendov in neprilagodljivosti. Večina ima problem, da se primerja s kolegi, ki nimajo iste kariere in lahko planirajo družinske praznike, opravke, letne dopuste ipd ter so pogosto razočarani. Linijski piloti pravijo zase, da živijo iz kovčka, saj je to edina osebna stvar, ki jo imajo vedno s seboj.  
Tipično uporabljajo linijski piloti dva kovčka enega imajo vedno pri sebi v cockpitu t.i. pilot trolley oz. pilotski kovček tipično 45x40x24 cm na dveh kolesih (potni nalog z dokumenti, letalska pilotska knjižica, certifikati, licenca, zdravniško spričevalo, airline ID, tablica, mobilni telefon, denarnica, ključi, potni list, kemični svinčniki, beležka z zapiski, očala, odsevnik, dežni plašč, čepi za ušesa, žepna svetilka, vlažilna krema za kožo, balzam za usnice, kapljice za oči, sprej za nos, razkužilo za cockpit, suhi in vlažilni robčki, parfum, beljakovinske ploščice, kava/čaj, powerbank, slušalke, polnilec, minimalna kozmetika, minimalna lekarna in rezervna srajca ter rezervna civilna obleka) in v kabini kabinski kovček 55x40x20 cm z štirimi 360 stopinjskimi vrtljivimi kolesi (srajce, perilo, velika kozmetika, velika lekarna, napajalnik, insekticid proti komarjem razpršilo in tablete za v električni grelnik za sobo, civilna oblačila, civilni čevlji, hrana, vitamini in športna torba vreča nahrbtnik iz blaga ter športna oblačila). Kovčki morejo biti posebej kvalitetni saj so neprestano v uporabi. Sistemsko so narejeni tako da se da manjši kovček nasadi na večjega in se ga vozi kot enega. 
Cena ure letenja z modernim transportnim letalom Airbus A320 je okoli 10.000 eurov na uro letenja. Celotni stroški kvalitetnega šolanja (Operator Courses Training) linijskega pilota so še večji in znesejo okvirno še dodatnih trideset tisoč eurov, ki jih nosi tipično letalska družba (usposabljanje iz: CRM, EFB, Fatigue, Briefings, PPS, OP, Security, SMS, LVO, IATA DGR, Evacuation, Firefighting, Ditching, Line Training, Safety Equipment, First Aid, Fleet Variants, OM, Air Law and Sector contract). Letenje zrakoplovov kot pilot nikoli ni bilo dostopno ljudskim množicam ampak so do njega imeli dostop izbranci. V kapitalističnih družbah (ZDA, Združeno Kraljestvo, Nemčija, Francija, Italija, Slovenija, Grčija, Singapur, Avstralija, Nova Zelandija itd.) so to ekonomsko močnejši posamezniki, medtem ko so v komunističnih družbenih ureditvah (Ljudska republika Kitajska, Socialistična republika Vietnam, Republika Kuba, Federativna ljudska republika Jugoslavija, Ljudska demokratična republika Laos itd.) ali eno partijskih sistemih (Eritreja, Demokratična arabska republika Sahara, Venezuela, Sirija, Ruanda, Kambodža) to v večini člani partije oz. političnih strank. 
Nekateri drugi člani letalske posadke, kot so nekoč bili letalski inženirji, navigatorji in radio operaterji (npr. letala Douglas DC-6, Lockheed Constellation, Boeing 307 Stratoliner, Martin M-130, Sikorsky S-42, Boeing 314 Clipper, Boeing 377 Stratocruiser, Bristol Britannia, Iljušin Il-18, De Havilland Comet, Tupoljev Tu-104, Boeing 707, Convair 880, Vickers VC10, DC-10, Boeing 727, L-1011, DC-8, Airbus A300,Iljušin Il-62, Iljušin Il-86, Tupoljev Tu-154), se prav tako štejejo za letalce - letalske častnike, ker sodelujejo pri upravljanju navigacijskih in motornih sistemov letala, niso pa piloti. Letalci so uniformirani profesionalci, člani letalske posadke (ang. flight crew) letala v pilotski kabini (ang. cockpit). Drugi člani posadke, kot so mehaniki in zemeljsko osebje niso razvrščeni kot letalci, so pa lahko del posadke po potrebi. Stevardese so del kabinskega osebja in niso letalski časniki. 
V Sloveniji ima poklicno civilno licenco za motorno letalo 0,03 % celotnega prebivalstva oz. 600 prebivalcev od tega deleža jih ima polovica torej okoli 300 privilegije prometnih pilotov (za primerjavo doktorjev znanosti je 98% več kot prometnih pilotov oz. na 50 doktorjev znanosti je en prometni pilot). 
Leta 2017 je bilo v svetu samo 290 000 prometnih pilotov (ali 36 prometnih pilotov na milijon prebivalcev) od tega se jih bo 105 000 upokojilo do 2027 in ocenjuje se da se bo potrebovalo še 250 000 novih do leta 2027 glede na ocene CAE Inc., da se bo zadovoljilo potrebam svetovnega trga. Šolanje je zahtevno, drago in dolgotrajno, saj se danes zahteva bistveno več certifikatov od pilotov kot v preteklosti. Največ 90 000 novih pilotov se bo potrebovalo v aziji, 85 000 v ameriki in 50 000 v evropi ter 30 000 na bližnjem vzhodu. Za primerjavo leta 2019 je bilo svetovno število zdravnikov 12 800 000 (ali 1600 zdravnikov na milijon prebivalcev). Za občutek med drugo svetovno vojno je bilo vojaških pilotov nekaj miljonov (ZDA, Luftwaffe, RAF, Sovjetsko letalstvo, Japonsko letalstvo, Italjansko letalstvo). Med drugo svetovno vojno je v USAF bilo decembra 1944 aktivnih 41.600 letal  in 1.259.000 ljudi, RAF je imel maja 1945 9.200 letal 1.079.835 ljudi od tega 193.313 letalcev in 886.522 zemljskega osebja.
Vsi piloti najprej opravijo zdravniški pregled II. razreda in začnejo letenje na enomotornih batnih letalih (npr. Cessna 152 ali Piper Tomahawk) velikokrat je to v začetku v aeroklubu z EASA ATO šolo in potem po pridobitvi PPL(A) privatne licence opravijo obsežno teorijo ATPL(A) frozen (na agenciji za civilno letalstvo). Teorija ATPL(A) je velik filter uspešnosti kadidatov za nekatere je nepremostljiva in je osnova za kakeršnokoli poklicno delo v letalstvo. Po opravljeni ATPL(A) teoriji kandidati pričnejo inštrumentalno letenje ter napredujejo na zahtevnejša enomotorna letala z uvljačljivim podvozjem (npr. Beechcraft Bonanza, Cessna Centurion, Commander 114, Piper Comanche) nadaljujejo na večmotorna batna letala (npr. Cessna 340, Piper Seneca, Piper Twin Comanche) ter opravijo zdravniški pregled I. razreda, približno 1 od 4 ljudi lahko opravi psihofizične kriterije za komercialnega pilota (očala so dovoljena) in pridobi licenco poklicnega pilota CPL(A). Potrebno je poudarit da poklicna licenca CPL sama po sebi ne nudi nič in da je lahko oseba plačana za delo potrebuje še nadaljnjo usposabljanje za tip letala, operacija itd. Za poklicno licenco potrebujejo minimalno 200 ur letenja in potem gredo na type rating za turbo propelerska (npr. Dash 8, ATR 72, King Air) ali reaktivna letala (npr. Airbus A320, Boeing 737, Embraer E-Jet) na katerih naredijo še line training, ki obsega okoli sto do dvestopedeset komercialnih letov, kasneje kot kopiloti pridobijo še licenco prometnega pilota ATPL(A) za katero potrebujejo minimalno 1500 ur letenja. Cel proces letalskega usposabljanja linijskega pilota stane okoli sto petdeset tisoč eur in traja v povprečju 7 aktivnih let, kandidati si ga krijejo sami.

## Civilni certifikacijski sistemi
Različne države (Kitajska, Turčija, Združeni arabski emirati) oz. skupine držav (EU, ZDA) uporabljajo različne certifikacijske sisteme in piloti imajo različne licence, ki me seboj niso enakovredne niti niso preprosto izmenljive ampak mora iti pilot, če hoče pridobiti licenco v drugem sistemu skozi postopek konverzije licence (dodatni izpiti vsaj iz letalskega prava, ponekod praktični izpiti ipd.), da pridobi drugo licenco. Če gre evropski pilot na dopust v ZDA in ima evropsko licenco EASA in želi za zabavo leteti letala nekomercialno v ZDA, pa običajno zadovoljuje preprostejši postopek validacije, kjer na osnovi njegove trenutne licence (npr. EASA ATPL(A)) pridobi privilegije FAA PPL(A) za maksimalno čas veljavnosti njegove evropske licence. 
Največji sistemi licenciranja v svetu so: EASA - European Aviation Safety Agency, FAA - Federal Aviation Administration, JAA - Joint Aviation Authorities (zastarelo), UK CAA - Civil Aviation Authority (United Kingdom), CASA - Civil Aviation Safety Authority, TCCA - Transport Canada Civil Aviation,  SHGM - Sivil Havacılık Genel Müdürlüğü idr. 

Zakaj pa je pomembno katero licenco ima pilot? Ker z EASA licenco lahko pilot leti vse zrakoplove, ki so registrirani v državah EU (Nemčija, Francija, Polska, Italjia, Grčija itd) po celem svetu. Ne more pa pilot z EASA licenco leteti neposredno letala registrirana v Turčiji, ampak potrebuje turško licenco oz. validacijo, z turško licenco lahko pilot leti samo turška letala po celem svetu ne more pa leteti vseh drugi letal, registriranih v katerikoli drugi državi. Tako je z uvedbo EASA licence avtomatsko postal evropski sistem z množico držav izredno enoten v smislu izemenljivosti letal in pilotov. Pri temu pa je potrebno povedati, da svetovno priznane licence - mednarodne so samo PPL, CPL, ATPL (s katermi lahko pilot leti po celem svetu), nacionalne licence - državne ULN, LAPL (področje EU), MPL (področje EU) so nacionalne licence ali regionalne in z njimi lahko pilot leti samo na področju države ali regije, ker jih mednarodna letalska organizacija ICAO ne priznava zatorej se je bolje tem licencam izgoniti, če je to le mogoče, saj nimajo mednarodne veljave in so lahko prej ali slej ukinjene. 
| Kratica | Pomen                                     | Država oz. območje  | Opomba |
| ------- | ----------------------------------------- | ------------------- | --- |
| ICAO    | International Civil Aviation Organization | celi svet od 1944   | osnovna svetovna letalska organizacija, običajno jo v svoji osnovni obliki koristijo afriške države, velike omejitve zaposlovanja |
| FAA     | Federal Aviation Administration           | ZDA in pacific      | sistem z najdaljšo tradicijo priznan v različnih delih sveta (afrika, bl. vzhod)                                                  |
| EASA    | European Aviation Safety Agency           | EU od 2002 dalje    | članice vse EU države in še dodatne, najtežja licenca za teorijo zelo močna licenca                                               |
| JAA     | Joint Aviation Authorities                | Evropa 1970 do 2009 | članice JAA so prevzele EASA zahteve, nekatere ne EU članice še vstrajajo                                                         |
| UK CAA  | UK Civil Aviation Authority               | UK od 2020 dalje    | UK - Brexit - nacionalna licenca nepriznana po EU - tretja država                                                                 |
| SHCA    | Sivil Havacılık Genel Müdürlüğü           | Turčija             | zaželena za delo v Turčiji |
| TCCA    | Transport Canada Civil Aviation           | Kanada              | zelo primerljiva z FAA in EASA |
| GCAA    | Civil Aviation Administration of China    | Kitajska            | zelo zaželjena na hitro rastočem kitajkem trgu                                                                                    |
| DGCA    | Directorate General of Civil Aviation     | Indija              | hitro rastoči trg |
| GCAA    | General Civil Aviation Authority          | ZAE                 | najbolj cenjena na bližnjem vzhodu                                                                                                |
| CASA    | Civil Aviation Safety Authority           | Avstralija          | robustni predpisi |
| CAA NZ  | Civil Aviation Authority of New Zealand   | Nova Zelandija      | cenjena na pacifiškemu območju |
| SA CAA  | South African Civil Aviation Authority    | Južna afrika        | najbolj cenjena afriška licenca                                                                                                   |

## Šolanje prometnega pilota
Prometni piloti velikih potniških letal potrebujejo leta usposabljanja, da dosežejo vse kvalifikaciji, ki so potrebne za vodjo zrakoplova na komercialnih potniških letih in veliko ur letenja. Prometni linijski piloti veljajo za najbolj izšolane posameznike na sploh, saj se njihovo šolanje in periodično usposabljanje ne zaključi do upokojitve. Minimalna formalna izobrazba je zaključena srednja šola s poklicno maturo, na kar pilot nadaljuje strokovno šolanje na letalih in teorijo ATPL za prometne pilote, ki je po obsegu primerljiva s fakulteto ter za marsikoga prevelik zalogaj. Samo določeni nacionalni prevozniki zahtevajo fakulteto (180 ECTS) in znanje nacionalnega jezika (ICAO level). Stroški šolanja prometnega pilota so visoki in si jih kandidati sami krijejo, zaradi česar je to dostopno le ekonomsko močnejšim posameznikom. Konec 1980 je bila cena šolanja v Jugoslaviji 85 000 DEM (nemških mark) za pilote, ki so se šolali v šoli takratnega državnega prevoznika JAT. Danes se stroški gibajo od 100 000 USD do 300 000 USD odvisno od tega v katerem delu sveta se kandidati šolajo, saj so stroški letalskih šol po nekod 150% višji zaradi različnih državnih režimov in svobodnega letenja ni.  
Da kandidat postane prometni pilot, more najprej odiiti v certifcirano letalsko šolo ATO. Kandidati se lahko šolajo na dva načina modularno ali itegrirano. Modularno usposabljanje pomeni da opravlja posamezne ratinge z izpiti in se mu pridobljene kvalifikacije sproti vpisujejo v licenco. Pri itegriranem usposabljanju kadnidat pride do opravljenih pooblastil šele ko pridobi licenco poklicnega pilota oz. v določenih primerih ko je vezan na družbo (MPA licenca) še kasneje. Najhitrejša pot do službe v cockpitu je z šolanjem v letaslkih akademijah oz. profesionalnih letaslkih šolah, pri čemer se priporoča, da imajo kadnidati jasno izdelano vizijo, kjer se nameravajo zaposliti in zato pripravljena finančna sredstva, ki znašajo ovrino okoli 130 tisoč EUR, vendar samo finance niso dovolj potrebno je tudi veliko truda in potrepljenja ter dobro sodelovanje z letalskimi kolegi.
Minimum je 1500 ur letenja, da poklicni pilot CPL(A) pridobi licenco prometnega pilota ATPL(A). Bistvene kvalifikacije pilota so ratingi - privilegiji za izvajanje določenih operacij in licenca, prometni piloti se obnovitveno šolajo najmanj na vsakih šest mesecev na simulatorjih letenja, v kvalitetnejših letalskih družbah celo na vsake tri mesece. Piloti letal morajo dovolj dobro obvladovati angleški jezik, saj je več kot 95% svetovne literature v angleščini, kot tudi vsa komunikacija med člani posadke, kontrolo letenja idr. 
Strokovna področja, ki so pomembna za pilote: operativni postopki, radio navigacija, masa in težišče, zmogljivosti letal, načrtovanje letenja, letalska avionika - inštrumenti, aerodinamika, letalska meteorologija idr. 
| Vrsta pooblastila, licence oz. zahteve                                                                              | Opis | Okvirna cena (let.2020) in trajanje | Okvirno kumulativno cena/ kumulativno trajanje |
| --- | --- | ----------------------------------- | ---------------------------------------------- |
| PPL(A) Licenca športnega pilota letala (ang. Private Pilot Licence - Aircraft)                                      | - 9 predmetov združenih v teoretični izpit PPL(A) teorije, - ustni izpit iz znanja angleščine (ICAO level), - pisni izpit iz angleške frazeologije (R/T radiotelephony privilege), - 45 ur letenja (zone, šolski krogi, rute, radio navigacija) plus izpitni let. Letenje se izvaja z letali tipa: Cessna 152, Cessna 172, Piper PA-28 ipd. | 13 tisoč EUR /6 mesec.              | 13 tisoč EUR /6 mesecev                        |
| ATPL teorija Teorija za prometnega pilota (ang. Air Transport Pilot Licence theory)                                 | 14 predmetov, 14 izpitov ATPL(A) teorije, 1 leto študija (20 000 vprašanj) v angleščini, zelo obsežen študij in velik filter uspešnosti kandidatov | 4 tisoč EUR /1 leto                 | 17 tisoč EUR /1 leto 6 mesecev                 |
| NVFR pooblastilo za nočno letenje (ang. Night Visual Flight Rules Rating)                                           | 5 ur predavanj in 5 ur letenja. | 2 tisoč EUR /1 teden                | 19 tisoč EUR /1 leto 7 mesecev                 |
| Nabiranje naleta (ang. Hour Building) za licenco poklicnega pilota CPL(A) (ang. Commercial Pilot Licence)           | Za poklicno licenco CPL se potrebuje skupaj vsaj 200 ur, minimalna razlika med 200 h in vključenim šolanjem v skupni nalet znaša vsaj 67-95ur. Piloti zato velikokrat koristijo aeroklube. | 15 tisoč EUR /4 mes.                | 34 tisoč EUR /1 leto 11 mesecev                |
| IR/SE Pooblastilo za instrumentalno letenje na enomotornih letalih (ang. Instrumental Rating/ Single Engine)        | Instrumentalno letenje na enomotornem letalu obsega 50 ur usposabljanja izvaja se na simulatorju in enomotornih batnih kopenskih letalih npr: Piper PA-28 Arrow, Beechcraft Bonanza, Commander 114, Cirrus SR-22 po pravilih inštrumentalnega letenja. Pilotom da ogromno in se priporoča, da se za njega izšolajo tudi PPL(A) piloti, ki nimajo namena leteti profesionalno, saj si s tem povečajo varnost. | 15 tisoč EUR /3 mesece              | 49 tisoč EUR /2 leti 2 meseca                  |
| MEP(L) pooblastilo za letenje na večmotornih letalih kopenskih letalih (ang. Multi Engine Piston Land Rating)       | Pooblastilo za letenje z večmotornim batnim kopenskim letalom, npr: Piper PA-30 Twin Comanche, Piper PA-34 Seneca, Cessna 310, Cessna 340, Beechcraft Baron po pravilih vizualnega letenja. | 4 tisoč EUR /1 teden                | 53 tisoč EUR /2 leti 3 mesece                  |
| ME/IR pooblastilo za instrumentalno letenje na večmotornih letalih (ang. Instrumental Rating/ Multi Engine)         | Instrumentalno letenje na večmotornem letalu. Uporabljajo se ista letala kot za MEP(L) šolanje. | 5 tisoč EUR /1 teden                | 58 tisoč EUR /2 leti 4 mesece                  |
| CPL(A) Licenca poklicnega pilota letala (ang. Commercial pilot licence Aircraft)                                    | Z opravljeno licenco CPL(A) v roko max 24 mesecev po končanih izpitih ATPL si pilot zamrzne teorijo ATPL(A) in velja do opravljanja licence ATPL pri 1500h. CPL šolanje 10h šolanja in 5 ur šolanja na kompleksnem letalu npr: Bonanza, Commander, Comanche, Pogoji: 10h IFR, 25h DUAL, 5h Complex, 200h skupaj, NVFR, 100h PIC, 20h preletov. Potrebno je poudarit da sama licenca CPL ne nudi nič sama po sebi in potrebno je še nadaljnjo usposabljanje za delo v letalski operaciji (MCC, type rating, OCC, line traing). | 6 tisoč EUR /2 tedna                | 64 tisoč EUR /2 leti 5 mesecev                 |
| FI(A) Inštruktor letenja (ang. Flight instructor Aircraft)                                                          | Tečaj obsega 30 ur usposabljanja na desnem sedežu in pedagoške module, je neobvezen za prometne pilote, vendar so inštruktorji letenja kasneje bistveno bolj cenjeni in adaptivni za letenje z različnimi karakterji v cockpitu. | 10 tisoč EUR /3 mesece              | 74 tisoč EUR /2 leti 8 mesecev                 |
| MCC certifikat za letenja v več članski posadki (ang. Multi-Crew Cooperation certificate)                           | Za letenje kot kopilot oz. za letenje z letali, ki zahtevajo več pilotov je potrebno opraviti usposabljanje za delo v veččlanski posadki, usposabljanje poteka na simulatorju letenja. Dostikrat je trening združen z neformalnim tečajem JOC (ang. Jet Orientated Course). | 3 tisoč EUR /1 teden                | 77 tisoč EUR /2 leti 9 mesecev                 |
| A-UPRT certifikat preprečevanja in reševanja iz nepravilnih položajev (ang. Upset Prevention and Recovery Training) | Napredni tečaj se nanaša na vsaj 5 ur teoretičnega pouka in 3 ure praktičnega usposabljanja na letalih EASA CS-23 Aerobatic ali CS-23 Utility. Morebitno usposabljanje za akrobatsko letenje ne nadomesti tečaja UPRT. Tečaj obvezen za vse pilote pred pristopom na šolanje za prvi type rating. | 2 tisoč EUR /2 dni                  | 79 tisoč EUR /2 leti 9 mesecev                 |
| Type Rating pooblastilo za letenje določenega tipa letala                                                           | Šolanje na določenem tipu letala, npr: Airbusu A320, A220, Boeing 737, Embraer E-Jet E2, Bombardier Dash 8, Cessna Citation. Sestoji iz teorije CBT (ang. Computer Based Training) in predavanj ter vaj na maketah. Vključuje okrog 30 do 60 ur na simulatorju in 1 uro letenja (šest šolskih krogov) s praznim letalom to imenujemo base trening (ali zone) in je eden izmed dražjih delov šolanja. Ta letala so praviloma jeti.                                                                                             | 30 tisoč EUR /2 meseca              | 109 tisoč EUR /2 leti 11 mesecev               |
| OCC tečaj prehoda na letalskega operaterja (ang. OCC Operators Conversion Course)                                   | Teoretično in praktično šolanje na simulatorju in centrih za usposabljanje iz: CRM, EFB, SMS, Fatigue, Briefings, Operator Procedures, LVO, Dangerous Goods, Emergency Evacuation, Firefighting, Ditching (bazen), Line Training, Emergency and Safety Equipment, Aeromedical & First Aid, Fleet Differences, Operators Manual, Air Law & Sector Contract, OPC | N/A /2 meseca                       | N/A /3 leta 1 mesec                            |
| Linijski trening (ang. Line Training)                                                                               | Šolanje na liniji za kopilota z kapitani inštruktorji v odvisnosti od kompleksnosti letala obsega do okoli 100 letov oz. 250 ur (tipično oba pogoja) ter vključuje do 100 teoretičnih poglavji, zaključi se z linijskim preverjanjem (ang. line check). Tega se za plačilo poslužujejo letalske družbe, ki jemljejo pilote začetnike. | 30 do 60 tisoč EUR /3 mes.          | 139 do 169 tisoč EUR /3 leta 4 mesece          |
| ATPL(A) Licenca prometnega pilota letala (ang. Airline Transport pilot Licence)                                     | Naredi jo pilot, ko ima skupaj minimalno 1500 ur naleta od tega 500 ur v več pilotni posadki MPL (Multi-pilot) in 250 ur PIC kot vodja zrakoplova ter opravljeno ATPL teorijo, izpit poteka običajno na simulatorju. S tem poklicni pilot postane prometni pilot. | N/A                                 | okvirno tipično 7 let                          |
| Kapitan letala (ang. Captain)                                                                                       | Kopilot, ki ima odmrznjeno ATPL licenco in okvirno nad 5000 h naleta skupaj ter ima prave karakterne in strokovne lastnosti, se gre šolati na levi sedež in ko konča usposabljanje postane kapetan, navadni kapitani ne letijo z začetniki. Kopiloti inštruktorji imajo prednost pri tem, da jih izberejo za kapitane. | N/A                                 | okvirno tipično 15 let                         |
| TRI Inštruktor za tip letala (ang. Type rating Instructor)                                                          | Tečaj obsega pedagoški modul, tehnični modul, simulator letenja in izpit inštruktorji letenja imajo priznavan pedagoški modul. Kapitani inštruktorji potem letijo z začetniki na line treningu. | 10 tisoč EUR                        | 149 do 179 tisoč EUR                           |
| TRE Izpraševalec za tip letala (ang. Type rating exeminer)                                                          | Tečaj obsega šolanje za izpraševalca na tipu letala. | N/A                                 | N/A                                            |

## Delovni dan prometnega pilota
Vsi civilni piloti imajo svojo bazo - bazično letališče s katerega začnejo svojo delovno obveznost in na katerega se na koncu vrnejo po izmeni (včasih isti dan včasih po več dneh). Veliko prespijo po hotelih. Pilotova služba se običajno začne uro do dve ure pred letom v pisarni, kjer pregleda vso dokumentacijo leta: METEO, NOTAMe, vpisane MEL predmete in njihove operativne procedure ter morebitne omejitve categorije pri nizski vidljivosti, seznam članov posadke, operativni načrt poleta, naroči gorivo in opravi briefing s posadko s posebnostmi leta ter gre na pregled potnih listov in varnostni pregled. Nadaljuje se na letalu kjer se opravi predpoletni obhod letala, izračun mase in težišča, sprejme zadnjo vremensko radio poročilo ATIS, izračuna vzletne zmogljivosti letala in pripravi pilotska kabina z računalniki na let ter opravi odletni briefing in briefing v prisilnih primerih. Letalo se vedno prevzame od inženirjev (ki so na letalu že vsaj eno uro pred piloti), če sta pilota zadovoljna s stanjem letala. Tekom leta piloti vsake trideset minut preračunajo porabo goriva in vsako uro preverijo tolerance višinomerjev (RVSM), vse skozi so na radijski vezi s kontrolo letenja in spremljajo razvoj vremena preko vremenskega radarja. Na vsaki obratni točki zapišejo čas preleta le-te ATA in ga primerjajo z izračunanim časom ETA. Pred pristankom sprejmejo zadnjo vremensko radio sporočilo ATIS za destinacijo in naredijo briefing s pripravo za pristanek in neuspeli prilet ter za voženje po zemlji, po izključitvi motorjev zapiše porabljeno gorivo in gorivo na krovu ter še zadnjič preračuna ali ima puščanje goriva. Ko se letalo parkira imajo največ dela, saj se morejo pripravit za naslednji let - naslednji sektor. Čas na zemlji znaša okoli 45 minut, potrebno je pripraviti: izračun mase in težišča ter dati navodila zemeljski operativi za nalaganje letala, naročiti gorivo, narediti obhod letala, izračun zmogljivosti, priprava računalnika letala za naslednji let, prejeti zadnjo vremensko sporočilo ATIS, prejeti odletno dovoljenje kontrole, opraviti briefing za odlet, prejeti dovoljenje za zagon motorjev, prejeti dovoljenje za voženje do steze in na koncu še vzletno dovoljenje itd. Tipično piloti na dan naredijo okoli 4 takšne lete. Po izkrcanju potnikov se letalu na zadnjem letu posadke preda inženirjem in javi morebitne tehnične napake. Pilotova služba se zaključi običajno 30 minut po pristanku, ko odda vso dokumentacijo, opravi pregled potnega lista in zapusti prostore letališča. V kolikor zaključi v bazi gre domov, v kolikor zaključi drugje gre s kombijem z ostalo posadko do hotela. V službi so lahko piloti od 9-13 ur na dan odvisno od števila letov in ure v dnevu. V enem mesecu smejo biti v službi 190 ur in odleteti 100 ur.

## Civilne pilotske uniforme
Civilne pilotske uniforme so se začele pojavljati, ko so prišla v uporabo letala z zaprto kabino. Pred tem so piloti leteli v usnjenih jaknah z velikimi žepi za zemljevide in računala ter kapah iz usnja in z očali proti vetru. Tako so poštarski piloti po prvi svetovni vojni nosili relativno vojaško usnjeno upravo, podobno so uporabljali tudi piloti v potniških letalih, kar je povzročalo nervozo potnikom in dvom v njihove sposobnosti, saj so bili tipično to zelo mladi fantje. 
Uniforme pilotov je prva uvedla ameriška letalska družba Pan Am leta 1931. Za osnovo so vzeli mornariško časniško uniformo z belo kapo in dvojnimi zlatimi gumbi ter krili na levi strani suknjiča. Elegantne hlače na črto se nosijo z črnim usnjenim pasom, hlače so običajno iz volne s čimer so tople pozimi in hladne poleti. Kapa ima tipično logo letalske družbe, rokavi suknjiča črte položaja časnika in tudi srajca z epoletami z črtami položaja časnika in kravato. Suknjič ima notranje žepe za potni list. Srajce imajo luknjo v žepih ki je namenjena nošnji kemičnega svinčnika, da ga ima pilot vedno pri roki, ter žepe za ID kartico in žepno svetilko. K uniformi se nosijo salonski usnjeni črni čevlji ali elegantni gležnarji, če se leti v hladnejšem podnebju. Pozimi se nosi eleganten volnen topel mornariški plašč na dvojno zapiranje poleg suknjiča. Del zimskih oblačil je še topel volnen pulover. 
Primarni namen pilotske uniforme je še danes enak in sicer, da potniki vidijo uradno osebo oblečeno v elegantnega letalskega strokovnjaka, in s tem pomiri živčne potnike, da so bolj samozavestni glede potovanja. Sekundarni namen pilotske uniforme je da predstavlja letalsko družbo in stari letalski rek pravi: "kakšna je uniforma družbe takšna je letalska družba". Pilot manifestira v pilotski uniformi s svojo pojavo. Potniki si zelo dobro zapomnijo kako je bil oblečen pilot in to predstavlja sliko družbe. Pilotska uniforma je v svoji osnovi svečana uniforma, v kateri je tudi precej udobno opravljati dolžnosti letalske posadke. Pilotske uniforme so tudi relativno drage, saj jih posebej v nacionalnih prevoznikih šivajo prestižne šivalnice z nacionalno tradicijo in pod svojo blagovno znamko narejene posebej za družbo. Tipično imajo piloti cel komplet zimskih in letnih oblačil vključno z plašči in dvojnimi kovčki eden pilotski trolley za v cockpit in eden kabinski za oblačila. Pilotske kape imajo vse družbe zveste letalski tradiciji. Čini, ki so na uniformi so odvisni od letalske družbe in se razlikujejo od družbe do družbe, splošno velja da nosi štiri črtice na rokavu kapitan letala, ponekod inštruktorji nosijo še dodatno zvezdo (Emirates), kopiloti nosijo tri ali dve črtice odvisno od sistema v družbi (tri črtice pomenijo ATPL v nekaterih družbah, v drugih pa pomenijo več kot 5 let služenja v dotični družbi t.i. senior oficir) tipično rade nacionalne družbe koristijo sistem z dvema črticama, da se vidi njihov sistem dolgega napredovanja in odraža dolg senjoriti, dve črtici nosi tudi letalski inženir, navigator ali radio operater ali svež kopilot (če prav ima preko 4000 ur ozkontrupnih letal) na širokotrupnem letalu (British Airways) eno črtico nosi kabinsko osebje in kadeti do poklicne licence.
| Št. črtic | Pomen | Slika Rokav in Epoleta | Opomba |
| --------- | --- | ---------------------- | --- |
| I         | - kabinsko osebje, - kadeti - letalski študenti - load master                                                                       | Pilotoco5              | Nosi kabinsko osebje (npr. Lufthansa) in kadeti do licence CPL(A) z IFR ratingom. |
| II        | - šef kabine (purser), - letalski inženir, - drugi častnik (dolgi leti nad 6h), - mlajši prvi častnik (prve 4 leta služenja družbi) | Pilotoco4              | Stare letalske družbe (npr. British Airways) rade koristijo sistem z dvema črticama, da se vidi njihov sistem dolgega napredovanja in odraža dolg senjoriti. V British Airways-u tudi stari kopiloti z 4000 urami A320, ko gredo na A350 nosijo dve črtice od začetka.                                                                |
| III       | - starejši prvi častnik (5 let služenja družbi)                                                                                     | Pilotoco3              | Vsi piloti, ki imajo tri črtice imajo odmrznjeno ATPL(A) licenco z vsemi zahtevami in so zakonsko lahko kandidati za kapetane v starih letalskih družbah. V Aziji, nizkocenovnih, ACMI-ih in poslovnih letalih nosijo kopiloti od začetka tri črtice, saj ne dajejo toliko na staro letalsko tradicijo kot v nacionalnih prevoznikih. |
| IIII      | - kapitan letala, - kapitan inštruktor                                                                                              | Pilotoco2 · Pilotoco1  | V določenih družbah imajo inštruktorji dodano še zvezdo k črticami (npr. Emirates). |

## Letalska kultura
Letalstvo je neposredno povezano s celim kupom izdelkov, ki jih uporabljajo piloti tako vojaški kot civilni in s temi izdelki se je razvila t.i. letalska kultura, ki temelji na popularnih izdelkih oz. blagovnih znamkah, ki jih radi uporabljajo letalci in pogosto v ostalih panogah ali široki potrošnji niso vedno iskane. Popularnost posameznih artiklov se je naredila zaradi vojn, določenih znanih letalskih družb, priljubljene uporabe ali znanih osebnostih, ki so določene izdelke uporabljale ter filmske industrije in močnega oglaševanja v določenem obdobju. 
Pričetek letalske kulture je bil v 1930ih z globalnim vplivom družbe Pan Am (1927-91) na civilno letalsko sfero in uvajanjem novitet v civilnem zračnem prevozu, v evropi so imele vpliv še Deutsche Luft Hansa (1926-45), Swissair (1931-02), KLM (1919-danes) in Air France (1919 imenovana SGTA-danes). 
Drugi mejnik je bila druga svetovna vojna in vpliv nemškega vojnega letalstva v evropi ter predvsem ameriškega vojaškega letalstva na celi svet, ki je končalo drugo svetovno vojno z atomsko bombo. Za Luftwaffe je bilo proizvedenih 119.871 letal  v njem je med celotno vojno delovalo 3.4 milijone ljudi od tega okoli pol pilotov. Združene države amerike so od junija 1939 do avgusta 1945 izšolale 1.561.288 pilotov na letalskih vojnih akademijah za potrebe ameriškega vojnega letalstva (toliko pilotov ni bilo nikoli več pozneje) in proizvedle 300.000 letal, v letalstvu je služilo preko 3 miljone ljudi, s temi številkami so za vedno spremenili pomen letalstva v svetovnem merilu.
Konec 1950ih je Pan Am z uvedbo dobe reaktivnih letal (ang. Jet age): Boeing 707, Douglas DC-8; zabave na krovu ural ledino civilnega letalstva, leta 1959 je prvič v zgodovini več ljudi prečkalo atlantik z letalom B-707 kot pa z čezoceanskimi ladjami pomorskih družb White Star Line in Cunard Line. Navdih za aluminjasto prtljago prihaja od B-707 in Ju-52. 

### Znani piloti
Vsekakor pa so piloti, ki so bili znane osebnosti določeno časovno obdobje največji ambasadorji letalstva.
| Oseba                              | Tip pilota                   | Državljanstvo               | Poklic oz. poznan kot | Rojen      |
| ---------------------------------- | ---------------------------- | --------------------------- | --- | ---------- |
| John Travolta                      | privatni                     | ZDA                         | igralec, pevec | 1954       |
| Harrison Ford                      | privatni                     | ZDA                         | igralec | 1942       |
| Tom Cruise                         | privatni                     | ZDA                         | igralec | 1962       |
| Brad Pitt                          | privatni                     | ZDA                         | igralec | 1963       |
| Angelina Jolie                     | privatni                     | ZDA                         | igralka | 1975       |
| Enrique Iglesias                   | privatni                     | Španija · ZDA               | pevec | 1975       |
| Lorenzo Lamas                      | privatni                     | ZDA                         | igralec | 1958       |
| James Edward Franco                | privatni                     | ZDA                         | igralec | 1978       |
| Bruce Dickinson                    | prometni/linijski            | Anglija                     | pevec | 1958       |
| Paul Bonhomme                      | prometni/linijski            | Anglija                     | inštruktor letenja, akrobatski pilot, kapitan B737, B787 British Airways, 3x prvak Red Bull Air Race 2009,10,15; letel 10+ WW2 letal na 1000 mitingih | 1964       |
| Neil Williams                      | vojaški                      | Kanada Anglija              | RAF pilot, akrobatski prvak, testni pilot diplomiral na ETPS | 1934- 1977 |
| Jake Pavelka                       | prometni/linijski            | ZDA                         | igralec | 1978       |
| Bud Spencer                        | poklicni                     | Italija                     | igralec | 1929-2016  |
| Clint Eastwood                     | privatni                     | ZDA                         | igralec | 1930       |
| Morgan Freeman                     | privatni                     | ZDA                         | igralec | 1937       |
| Patty Wagstaff                     | privatni                     | ZDA                         | guščavski pilot, inštruktor letenja, akrobatski pilot, pisateljica | 1951       |
| Cristián de la Fuente              | vojaški                      | Čile                        | igralec | 1974       |
| Niki Lauda                         | prometni/linijski            | Avstrija                    | drikač formule 1, poslovnež | 1949-2019  |
| Dietrich Mateschitz                | prometni/linijski            | Avstrija                    | poslovnež, lastnik redbulla | 1944-2022  |
| Walter Wolf                        | prometni/linijski            | Slovenija · Kanada          | poslovnež, podjetnik v energetiki, avtomobilski entuziast, lastnik Walter Wolf Racing promotor luksuznih izdelkov, vplivnež v avtomobislki industriji | 1939       |
| Ivo Boskarol                       | ultralahki                   | Slovenija                   | poslovnež, fotograf | 1956       |
| Matjaž Gantar                      | prometni/poslovni            | Slovenija                   | poslovnež, predsednik KD Group, glasbenik Pankrtov kitarist, Mecen, predavatelj | 1963-2018  |
| Elon Musk                          | privatni                     | ZDA · Kanada · Južna Afrika | poslovnež, programer, inženir, politik | 1971       |
| Neil Armstrong                     | vojaški                      | ZDA                         | testni pilot | 1930-2012  |
| Chuck Yeager                       | vojaški                      | ZDA                         | prvi let nad Mach 1 1947, testni pilot, general, letalski as, | 1923-2020  |
| Albert Scott Crossfield            | vojaški                      | ZDA                         | prvi let z 2x hitrostjo zvoka 1953, testni pilot, NASA pilot, | 1921-2006  |
| Milburn Grant Apt                  | vojaški                      | ZDA                         | prvi let z 3x hitrostjo zvoka 1956, testni pilot, | 1924- 1956 |
| Robert Michael White               | vojaški                      | ZDA                         | prvi letel z 4x, 5x in 6x hitrostjo zvoka 1961, testni pilot, astronavt, elektro inženir | 1924-2010  |
| Bob Hoover                         | vojaški                      | ZDA                         | testni pilot | 1922-2016  |
| Ernest Kellogg Gann                | prometni/linijski in vojaški | ZDA                         | kapitan American Airlines, pisatelj | 1910-1991  |
| Jacqueline Auriol                  | vojaški                      | Francija                    | testna pilotka, pisateljica | 1917-2000  |
| Maria Fagerstrom                   | prometni/linijski            | Švedska                     | influencerka | 1994       |
| Peter Weber                        | prometni/linijski            | ZDA                         | influencer, TV voditelj | 1991       |
| Petter Hörnfeldt                   | prometni/linijski            | Švedska                     | influencer | 1981       |
| Swayne Martin                      | prometni/linijski            | ZDA                         | influencer | 1997       |
| Stevie Triesenberg                 | privatni                     | ZDA                         | influencerka, IT inženirka | 1998       |
| Jared Isaacman                     | vojaški                      | ZDA                         | komercialni astronavt, poslovnež, | 1983       |
| Johnnie Yiannis                    | prometni/linijski            | Grčija                      | influencer | 1991       |
| Garrett Ray                        | prometni/linijski            | ZDA                         | influencer | 1993       |
| Patrick Biedenkapp                 | prometni/linijski            | Nemčija                     | influencer | 1988       |
| Eva Claire Marseille               | prometni/linijski            | Nizozemska                  | influencerka, novinarka | 1985       |
| Edvard Rusjan                      |                              | Slovenija                   | prvi slovenski letalec, inženir, po njemu poimenovano letališče Maribor | 1886- 1911 |
| Jurij Kraigher                     | vojaški                      | Slovenija · ZDA             | testni pilot, direktor Pan Am-a, polkovnik letalstva USAF | 1891-1984  |
| Josip Križaj                       | vojaški                      | Slovenija                   | letalski as, po njemu poimenovan aeroklub Ajdovščina | 1911-1948  |
| Žarko Majcen                       | privatni                     | Slovenija                   | inštruktor letenja, po njemu poimenovan aeroklub Maribor 1947-67 | 1921-1947  |
| France Pirc                        | vojaški                      | Slovenija                   | pilot Messerschmitt Bf 109E, komandant 2. lovskega polka jugoslovanskega kraljevega letalstva, general letalstva JNA, prvi komandant poveljnik letalstva JNA 1944-46, Argetinski veleposlanik 1946-49                                                                                 | 1899-1964  |
| Zdenko Ulepič                      | vojaški                      | Slovenija                   | generalpolkovnik letalstva, poveljnik letalstva 1946-65 z najdalšim stažom v JNA -postavil nadzvočno jugoslovansko letalstvo, Avtor knjige: Ratno vazduhoplovstvo u 2. svetskom ratu                                                                                                  | 1906- 1988 |
| Branko Ivanuš                      |                              | Slovenija                   | javna osebnost, politik, predsednik aerokluba Naša krila, zet ministra Franca Leskoška | 1919-1955  |
| Josip Moravec                      | privatni                     | Slovenija                   | l.1929 kupi svoje letalo, poslovnež, trgovec in prodajalec BMW-jev | 1892-1961  |
| Boris Cijan                        | vojaški                      | Slovenija                   | lovski testni pilot, letalski konstruktor, avtor knjig: Vazduhoplovno jedriličarstvo 1940, Vazduhoplovno jedriličarstvo 1949 | 1909-1993  |
| Miha Šorn                          | prometni/linijski            | Slovenija                   | državni sekretar za promet, kapitan inštruktor A320 pri AA, inštruktor letenja, izpraševalec pilotov letal, član Šaleškega aerokluba in Aerokluba Ljubljana | 1949-2018  |
| Frank Gorenc                       | vojaški                      | Slovenija · ZDA             | letalski general ZDA, povelnik zračnih sil v Evropi, T-38 inštruktor, F-15 pilot | 1957       |
| Kristina Gorišek Novaković         | vojaški                      | Slovenija · Anglija         | komercialno šolana v vojski - samoplačniško, prva Jugoslovanska pilotka- 1932 prvi solo let, medalja za hrabrost | 1906-1996  |
| Manfred von Richthofen             | vojaški                      | Nemčija                     | letalski as nadimek: ''Rdeči Baron'' 80 zmag | 1892-1918  |
| Erich Hartmann                     | vojaški                      | Nemčija                     | najuspešnejši letalski as vseh časov, 352 zmag | 1922-1993  |
| Erich Rudorffer                    | vojaški in prometni/linijski | Nemčija                     | letalski as in Lufthansin kapitan, 224 zmag | 1917-2016  |
| Erhard Milch                       | vojaški                      | Nemčija                     | generalfeldmaršal, prvi direktor Lufthanse, minister za letalstvo | 1892-1972  |
| Mato Dukovac                       | vojaški                      | Hrvaška · Kanada            | inštruktor letenja, letalski as druge svetovne vojne, 40 potrjenih zmag, veteran Arabsko-izraelske vojne 1948-49, sodelavec IBM | 1918-1990  |
| Saburo Sakai                       | vojaški                      | Japonska                    | letalski as, 64 zračnih zmag, pilot Mitsubishi A6M Zero, Avtor knjige: Samurai! 1957 | 1916- 2000 |
| Bud Anderson                       | vojaški                      | ZDA                         | 3x letalski as, testni pilot | 1922-2024  |
| Wolfgang Langewiesche              | vojaški                      | ZDA                         | novinar in pisatelj | 1907-2002  |
| Sully Sullenberger                 | prometni/linijski            | ZDA                         | pristal A320 na reki | 1951       |
| Charles Lindbergh                  | vojaški                      | ZDA                         | prvi let čez atlantik | 1902-1974  |
| Amelia Earhart                     | poklicna                     | ZDA                         | veliko rekordov | 1897-1937  |
| George W. Bush                     | vojaški                      | ZDA                         | 43.predsednik ZDA, rodbina Bush | 1946       |
| George H.W. Bush                   | vojaški                      | ZDA                         | 41.predsednik ZDA, rodbina Bush | 1924-1993  |
| Dwight D. Eisenhower               | privatni                     | ZDA                         | 34.predsednik ZDA | 1890-1969  |
| Eleanor Roosevelt                  | privatni                     | ZDA                         | soproga 32.predsednika ZDA, črncem izborila položaj v USAF | 1884-1962  |
| Jimmy Doolittle                    | vojaški                      | ZDA                         | testni pilot, letalski general, Doolittlov napad, oče inštrumentalnega letenja, predsednik NACE, direktor Shell oil Co. | 1896-1993  |
| Curtis Emerson LeMay               | vojaški                      | ZDA                         | inženir, general letalstva, izumitelj formacije bojna škatla, poveljnik 305. bomb.skup. 1941-43, poveljnik 3. zračne divizije 1944, vrhovni povelnik USAF 1961-65 | 1906- 1990 |
| Paul Tibbets                       | vojaški                      | ZDA                         | brigadni general USAF, kapitan B-29 Enola Gay, ki je odvrgel jedersko bombo (Little Boy) na Hirošimo 6.8.1945 | 1915- 2007 |
| Robin Olds                         | vojaški                      | ZDA                         | brigadirni general, trikratni as (WWII + Vietnam), mojster taktike “Operation Bolo” | 1922- 2007 |
| Yuri Gagarin                       | vojaški                      | Rusija                      | prvi človek v vesolju | 1934-1968  |
| Georgy Mosolov                     | vojaški                      | Rusija                      | svetovni hitrostni rekord 2388 km/h 31.10.1959 z MiG-21 2681 km/h 7.7.1962 z MiG Ye-150 | 1926- 2018 |
| Peter Twiss                        | vojaški                      | Anglija                     | svetovni hitrostni rekord 1822 km/h 10.3.1956 z Fairey Delta 2 | 1921- 2011 |
| Eric Brown                         | vojaški                      | Anglija                     | testni pilot, letel 487 tipov letal, 2,407 vzletov in 2,271 pristankov na letalonosilkah, | 1920- 1916 |
| Eddie Rickenbacker                 | vojaški in prometni/linijski | ZDA                         | letalski as, avtomobilski dirkač, direktor Eastern Air Lines | 1890-1973  |
| Alan Bartlett Shepard mlajši       | vojaški                      | ZDA                         | astronavt, testni pilot, admiral | 1923-1990  |
| Joe Engle                          | vojaški                      | ZDA                         | astronavt, testni pilot, najhitrejši ročno voden let v atmosferi 28000 km/h 18.11.1981 | 1931- 2024 |
| William J. Knight                  | vojaški                      | ZDA                         | aeronavtični inženir, politik, testni pilot, astronavt, najhitrejše raketno letalo X-15 7274 km/h 3.11.1967 | 1929-2004  |
| Arthur Morton Godfrey              | vojaški in prometni/linijski | ZDA                         | televizijska osebnost | 1903-1983  |
| John McCain                        | vojaški                      | ZDA                         | senator | 1936-2018  |
| Edwin Aldrin                       | vojaški                      | ZDA                         | astronavt | 1930       |
| James Stewart                      | vojaški in poklicni          | ZDA                         | igralec | 1908-1997  |
| Susan Oliver                       | privatni                     | ZDA                         | igralka | 1932-1990  |
| Claire Lee Chennault               | vojaški                      | ZDA                         | vodja ''Flying Tigers'' | 1893-1958  |
| Sydney Pollack                     | prometni/linijski            | ZDA                         | producent | 1934-2008  |
| Michael Bloomberg                  | privatni                     | ZDA                         | poslovnež | 1942       |
| John Denver                        | privatni                     | ZDA                         | pevec | 1943-1997  |
| Howard Hughes                      | privatni                     | ZDA                         | svetovni hitrostni rekord 567 km/h 13.9.1935 z Hughes H-1 Racer, inženir, poslovnež, producent | 1905-1976  |
| Thomas H. Friedkin                 | prometni/linijski            | ZDA                         | poslovnež | 1935-2017  |
| Gene Roddenberry                   | vojaški in poklicni          | ZDA                         | producent | 1921-1991  |
| Phil McGraw                        | privatni                     | ZDA                         | TV voditelj | 1950       |
| Kermit Weeks                       |                              | ZDA                         | zbiralec letal | 1953       |
| Robert Zemeckis                    | privatni                     | ZDA                         | producent | 1952       |
| Clay Lacy                          | vojaški in prometni/linijski | ZDA                         | testni pilot, 50.000 ur letenja, 300 tipov letal | 1932       |
| Hal Fishman                        | privatni                     | ZDA                         | novinar, letalski rekorder | 1931-2007  |
| Paul Moyer                         | privatni                     | ZDA                         | novinar | 1941       |
| John F. Kennedy Jr.                | privatni                     | ZDA                         | sin 35.predsednika ZDA, rodbina Kennedy | 1960-1999  |
| Joseph P. Kennedy mlajši           | vojaški                      | ZDA                         | brat 35.predsednika ZDA, rodbina Kennedy | 1915-1944  |
| Fesa Evrensev                      | vojaški                      | Turčija                     | 26. april - mednarodni dan pilotov, v njegov spomin prvega poleta 1912, prvi pilot Turčije, predsednik Turkish Airlines 1933 | 1878-1951  |
| Sabiha Gökçen                      | vojaški                      | Turčija                     | 1937 prva turška bojna pilotka, jadralna pilotka, inštruktor letenja, članica uprave Turške CAA, posvojenka Mustafa Kemal Atatürk, vzor sodobne svobodne turške ženske, medijska zvezda Turčije, po njej poimenovano letališče Sabihe Gökçen v Istanbulu, po rodu bi naj bila bosanka | 1913- 2001 |
| André Turcat                       | vojaški                      | Francija                    | svetovni hitrostni rekord 2320 km/h 5.10.1959 z Nord 1500 Griffon, testni pilot Concorda, testni pilot Sud Aviation, EPNER inštruktor | 1921- 2016 |
| Antoine de Saint-Exupéry           | vojaški                      | Francija                    | P-38 Lightning pilot, Avtor knjig: Mali princ 1943, Nočni let 1931, Zemlja ljudi1939, Veter, pesek in zvezde 1939, Bojni pilot 1943, idr; | 1900- 1944 |
| Prince Andrew, Duke of York        | vojaški                      | Anglija                     | pilot angleške kraljeve mornarice | 1960       |
| Mihael I, rumunjski kralj          | vojaški                      | Romunija Švica              | testni pilot Learjeta, kralj Romunije | 1921-2017  |
| Princ Khalid bin Salman Al Saud    | vojaški                      | Saudi Arabia                | T-38, F-15 pilot pri RSAF | 1988       |
| Princ Filip, vojvoda Edinburški    | vojaški prometni/linijski    | Anglija                     | pilot pri RAF in pilot British Airways | 1921-2021  |
| William, valižanski princ          | vojaški                      | Anglija                     | pilot pri RAF | 1982       |
| Kralj Viljem Aleksander Nizozemski | prometni/linijski            | Nizozemska                  | kopilot pri KLM | 1967       |

### Letalske knjige
Pisatelji letalskih pustolovskih knjig so običajno bili vojaški ali civilni piloti v mlajših letih in pogosto opisujejo svoje spomine, medtem ko so avtorji učbenikov in priročnikov inštruktorji letenja z bogatimi pedagoškimi izkušnjami iz praktičnega šolanja kadetov. Letalske pustolovske knjige so dragoceni vir informacij za letalske navdušence in približajo pilotove osebne izkušnje, ki jih je pisalo življenje širšim množicam, ki jih takšna vsebina zanima. Poleg tega je veliko tudi dragocenih splošnih ali tematskih učbenikov ter priročnikov za priprave na intervju, ki so neglede na stare datume izdaje zelo cenjeni v pilotski populaciji. Nekaj tipičnih pisnih del:
- Fate Is the Hunter, Ernest K. Gann, 1961
- The Right Stuff, Tom Wolfe, 1979
- Forever Flying,  Bob Hoover, 1997
- Ferry Pilot, Kerry McCauley, 2020
- Wind, Sand and Stars, Antoine de Saint-Exupéry, 1939
- Stick and Rudder, Wolfgang Langewiesche, 1944
- Aerodynamics for Naval Aviators, Hugh Harrison Hunt, 1959
- Never get lost interpretation of radionavigation, Wilhelm Thaller, 2001
- Flying the Line, George E. Hopkins, 1982
- Instrument Flying, Monique Agazarian, 1988
- Transition to Twins, David P. Robson, 1998
- How to Land a Top Paying Airline Job, Rick Hogan, 2014
- A pilot's guide to the Successful Interview, Glen Solly, 1998
- Ace the Technical Pilot Interview, Gary V. Bristow, 2002
- Air Pilot's Manual, Flying Training, Pooleys Air Pilot, 1987
- An Airline Pilot's Life,  Chris Manno, 2020

### Letalski filmi
Velik promotor letalstva je bil vedno tudi Hollywood v ameriškem filmu, nemalokrat so bili filmi sofinancirani s strani letalskih sil za potrebe novačenja kadetov, nekaj najbolj gledanih promocijskih letalskih filmov:
- A Yank in the R.A.F. (1941)
- Twelve O'Clock High (1949)
- Flying Leathernecks (1951)
- Above and Beyond (1952)
- Flat Top (1952)
- The Bridges at Toko-Ri (1954)
- The High and the Mighty (1954)
- The Dam Busters (1955)
- The Court-Martial of Billy Mitchell (1955)
- Jet Pilot (1957)
- 633 Squadron (1964)
- Battle of Brittan (1969)
- Catch-22 (1970)
- Tora! Tora! Tora! (1970)
- Midway (1976)
- Airplane! (1980)
- Daleko Nebo (1982)
- Top Gun (1984)
- Bat*21 (1988)
- Always (1989)
- Memphis Belle (1990)
- Air America (1990)
- Flight of the Intruder (1991)
- Band of Brothers - mini series (2001)
- Behind Enemy Lines (2001)
- Catch Me If You Can (2002)
- Pearl Harbor (2001)
- The Aviator (2004)
- One Six Right (2005)
- Les Chevaliers du ciel (ang. Sky Fighters) (2005)
- Amelia (2009)
- Flight (2012)
- Starfighter – Sie wollten den Himmel erobern (ang. They wanted to conquer the sky) (2015)
- Sully (2016)
- American Made (2017)
- Midway (2019)
- Devotion (2022)
- Top Gun: Maverick (2022)

## Tržne zahteve
Glede na trg je največ priložnosti za delo: 
- Azija 37%,
- Severna Amerika 25%,
- Evropa 17%,
- Bližnji vzhod 11%,
- Južna Amerika 9% in
- Afrika 1%

Možnosti zaposlovanja pilotov v civilnem letalstvu glede na sektor delovanja:  
Poklicni piloti CPL(A): 
- šolanje pilotov (inštruktor letenja),
- dela v zraku (panorame, snemanje, padalstvo, sondažni leti, meteo leti, vleka transparentov, vleka jadralnih letal, škropljenje pesticidov/gnojil, gasilstvo, medical, ipd),
- poslovno letalstvo,
- cargo (tovorne družbe),

Prometni piloti ATPL(A):
- poslovno letalstvo,
- cargo (tovorne družbe),
- ACMI družbe (ang. Aircraft, Crew, Maintenance and Insurance),
- nizkocenovne družbe,
- regionalne linijske družbe in
- velike linijske družbe

Pilotom se svetuje, da so direktno zaposleni pri letalskih družbah. Vse ponudbe preko brokerjev, agencij in ostalih posrednikov ter samozaposleni predstavljajo zelo visok rizik, da se ne bo upoštevala delovno pravna zakonodaja. Običajno družbam, ki uporabljajo posrednike ali pogodbeno najemajo samozaposlene ni mar za zaposlene, regulative in zakonodajo, potrebujejo samo nekaj ljudi da začasno zapolnijo kadrovski manjko za sezono in se ne želijo obvezati z zaposlenimi. Resne tradicionalne letalske družbe nikoli ne uporabljajo posrednikov in imajo pilote direktno zaposlene pri sebi.

### Tržne zahteve za prometne pilote
Pilotski poklic je izredno standardiziran in primerljiv, zaradi tega so zahteve trga za zaposlitev relativno visoke, dobiti prvo službo kot kopilot pri letalski družbi je bilo vedno zelo zahtevno. Nalet na letalih LSA (600 kg), ULN in jadralnih letalih se ne priznava, letalske družbe želijo, da se piloti usposabljajo za letenje samo na letalih CS-23 (FAR-23). Zagotovil za zaposlitev ni, so obdobja ko so službe za izkušnje pilote in so obdobja ko jih ni, odhod v tujino je dejstvo. Tipične zahteve, ki jih želijo mednarodni letalski prevozniki, preden nudijo zaposlitev tujim kopilotom so:
- CV curriculum vitae s sliko in kontaktom iz katerega se jasno in hitro vidi izpolnjevanje pogojev
- državljan ene od držav skupnega gospodarskega prostora države zaposlovalke
- mednarodni potni list in pravica do dela in bivanja v dotični državi
- Type rating za dotični tip letala na katerega se navezuje razpis
- ICAO nivo angleškega jezika minimalno 4, zaželen vsaj nivo 5
- zaželen ICAO nivo 6 (vsaj raven B2) znanja nacionalnega jezika prevoznika
- 2 do 5 let referenčnih izkušenj v letalski industriji odvisno od izobrazbe
- CPL licenca z opravljeno teorijo ATPL(A)
- veljavno zdravniško spričevalo I. razreda
- pripravljenost na cepljenje s cepivi (rumena mrzlica, meningokokni meningitis, tifus, polio, hepatitis idr)
- pripravljenost na testiranje na psihoaktivne snovi pred in med zaposlitvijo
- pričakuje se splošna urejenost in spoštovanje bontona
- tetovaže in piercingi na vidnem mestu v uniformi niso dovoljeni zaradi profesionalnih razlogov
- brada ni dovoljena zaradi tesnenja maske
- dobra telesna pripravljenost
- telesna višina: 157-191 cm
- LVO Low Visibility Operations certifikat
- DGR Dangerous Goods Regulations certifikat
- Cold Weather Ops (Deicing, Anti-icing, Ice shedding, Contaminated airports)
- sposobnost prostega plavanja celotne dolžine bazena
- varnostni pregled pri pristojnostnih organih za vsak mesec v karieri
- potrdilo države, da se zoper osebo ne vodi kazenski postopek
- potrdilo CAA, da oseba ni bila udeležena v resnem incidentu ali letalski nesreči
- 3000 ur skupnega naleta na certificiranih letalih po CS-23 (FAR-23) ali CS-25 (FAR-25); kategorije ULN, CS-LSA in jadralno ne štejejo
- 2000 ur skupnega naleta, tipično zaželeno na letalih z FDM-om Flight Data Monitoring nad 27 ton s steklenim cockpitom
- 1000 ur naleta na letalih FBW fly-by-wire
- 500 ur naleta na tipu letala ali primerljivem tipu (družina FBW Airbus A220, A320, A330, A340, A350, A380; Boeing B777, B787)

### Tržne zahteve za inštruktorje letenja
Kvaliteten inštruktorski kader je vedno potreben za nemoten proces šolanja, pri temu je prvi vstopni korak v svet šolanja kot inštruktor: rating FI(A). Tipične zahteve za zaposlitev v veliki (nad 30 letal) mednarodni letalski akademiji so:
- CV curriculum vitae s sliko in kontaktom iz katerega se jasno in hitro vidi izpolnjevanje pogojev
- mednarodni potni list in pravica do dela in bivanja v dotični državi
- računalniška pismenost in uporaba MS Office in Adobe Acrobat Pro
- ICAO nivo angleškega jezika 5
- CPL licenca z opravljeno teorijo ATPL(A)
- IR/SE, IR/ME veljavni ratingi
- FI(A) rating z pooblastili za: NVFR, CPL, FII, CRI MEP, IRI
- 4 leta referenčnih izkušenj v letalstvu od tega minimalno 2 leti kot inštruktor
- veljavno zdravniško spričevalo I. razreda
- potrdilo države, da se zoper osebo ne vodi kazenski postopek
- potrdilo CAA, da oseba ni bila udeležena v resnem incidentu ali letalski nesreči
- glass cockpit izkušnje Garmin G1000
- zahtevane organizacijske, komunikacijske, računalniške in timske sposobnosti
- ab-initio inštruktorske izkušnje v velikem ATO z mednarodnimi kadeti iz celega sveta
- kopja knjižice letenja (zadnje 3 strani)
- motivacijsko pismo za željeno pozicijo
- 1000 ur skupnega naleta (štejejo samo letala GA, ULN, LSA in jadralno ne velja) na letalih CS-23 ali CS-25
- 500 ur šolanja kot instruktor letenja FI(A) na letalih CS-23 (LSA, ULN in jadralno ne velja)
- 500 ur IFR dejanskega naleta
- 30 ur MEP dejanskega naleta

## Plače
Plače pilotov so zelo različne, začetniki dostikrat letijo za smešen denar, potem po opravljenem line trainingu se plačilo vzdigne, vendar je največ odvisno od družbe za katero pilot leti, veliko pilotov ni zaposlenih pri družbi ampak delajo kot pogodbeniki. Potrebno je razlikovati pri plačah dotično katerega delovnega mesta se dotikajo: mladi kopilot, stari kopilot, kapetan, stari kapetan, kapetan inštruktor, kapetan izpraševalec, šef pilotov idr.  
Višina plače je zelo odvisna od izkušenj - ur letenja na letalih nad 27 ton. Primerjat plače različnih delovnih mest med sabo je brezpredmetno. Potrebno je tudi ločiti neto in bruto plače ter upoštevati socialna zavarovanja, ki jih nudi delodajalec, namestitev, prehrano ipd. Piloti, ki delajo v davčnih oazah in so njihove bruto plače relativno visoke, niso v primerjavi z kolegi v EU plačani bolje, saj si morejo sami plačati vse prispevke, urediti pokojninski načrt in na koncu ko zaključijo svojo zaposlitev običajno nimajo niti pravice bivanja v dotični državi. Potrebno je poudariti, da imajo piloti neobičajno velike stroške vzdrževanja svojih kvalifikacij na pram drugim poklicem, to je približno okoli štiri tisoč eurov na leto ter plačujejo največje socialne prispevke zaradi narave svojega dela in plačujejo tudi veliko premij za dodatna zavarovanja. Pilotsko delo je zelo zahtevno in terja celega človeka. Zahteve trga za zaposlitev civilnih pilotov so izredno visoke za ne izkušnje v linijskem letenju in so bistveno večje kot pa zakonski minimumi. Civilni piloti imajo ob upokojitvi okoli 20000 ur v zraku, kar znese točno dve leti in tri mesece skupaj, ki jih preživijo v zraku. 